# Prins August Fredrik, hertig av Sussex

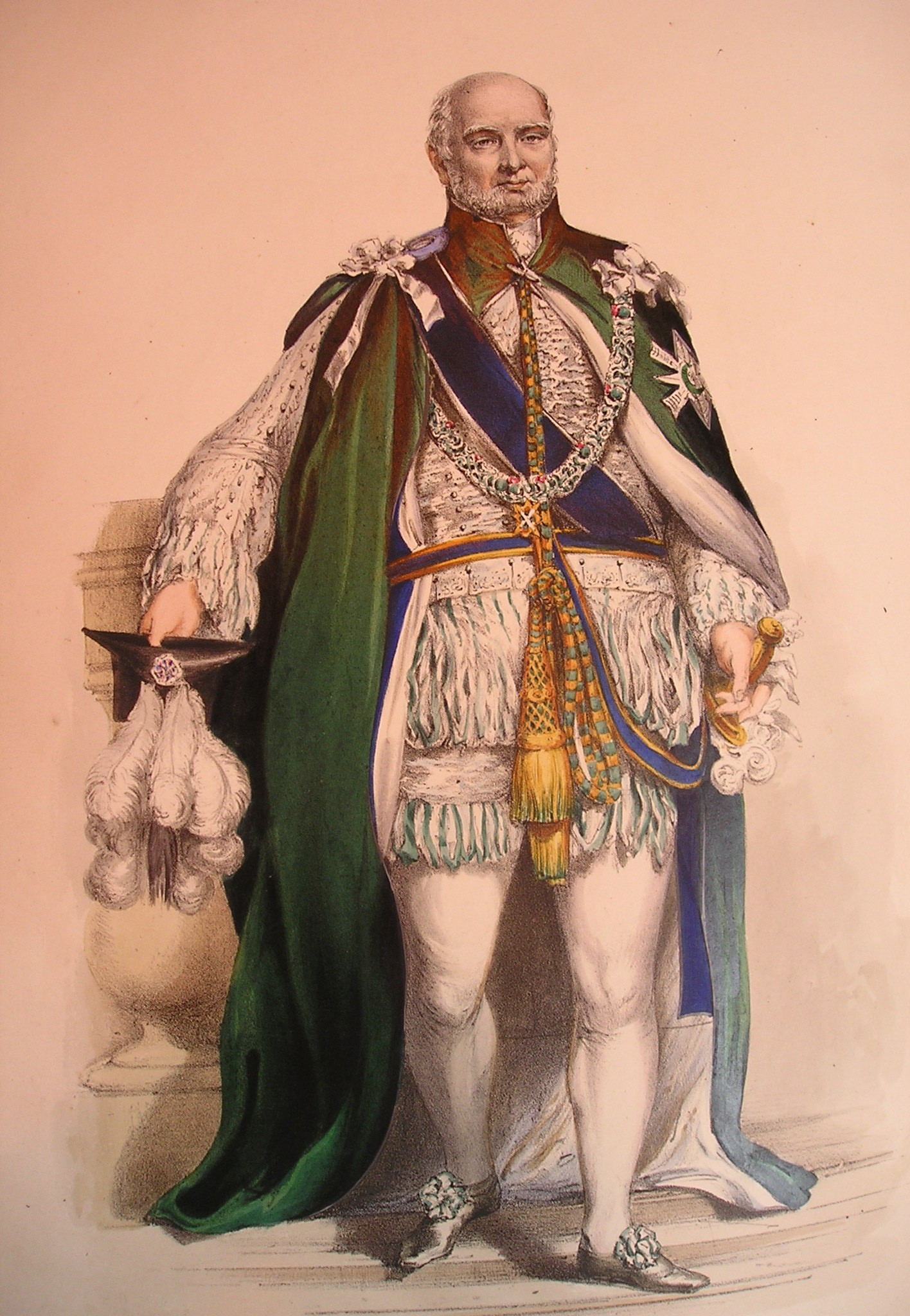
Prins August Fredrik av Sussex som riddare av Tistelorden

Prins August Fredrik, hertig av Sussex, född 27 januari 1773 på Buckingham Palace, London, död 21 april 1843, var en brittisk prins, son till Georg III av Storbritannien och Charlotte av Mecklenburg-Strelitz.

## Biografi
Efter födelsen placerades han under vård av guvernanten Charlotte Finch. Han var den ende av Georg III:s söner som inte fick någon karriär inom armén eller flottan, på grund av astma. Efter studier vid universitetet i Göttingen begav han sig på resa till Italien, där han mötte lady Augusta Murray (1768-1830), dotter till earlen av Dunmore. De blev genast förälskade och gifte sig i hemlighet i Rom 4 april 1793. Vid återkomsten till London gifte de sig på nytt i S:t Georges kyrka vid Hanover Square, i december 1793, även denna gång utan att söka tillstånd hos kungen. 
Då prinsens far fick reda på detta annullerades äktenskapet i augusti 1794, i kraft av the Royal Marriages Act från 1772. Trots detta fortsatte August Fredrik och lady Augusta att bo tillsammans till 1801 och fick två barn, Augustus Frederick d'Este och Ellen Augusta Emma.
År 1801 utnämnde Georg III honom till hertig av Sussex, earl av Inverness och baron Arklow. Han blev också riddare av Strumpebandsorden. 
August Fredrik blev utnämnd till hovjägmästare m.m. 1831 av sin bror Vilhelm IV av Storbritannien. Han var också mycket intresserad av konst och vetenskap och fungerade som president i the Royal Society 1830-1838.
År 1831 gifte sig August Fredrik för andra gången, återigen i strid med the Royal Marriages Act från 1772, med lady Cecilia Underwood (1793-1873), änka efter sir Charles Buggin. Hon blev utnämnd till hertiginna av Inverness 1840, och paret residerade på Kensington Palace. 
Det sägs att drottning Victoria ska ha varit mycket förtjust i sin farbror och det var också han som gav bort henne vid vigseln 1840 med prins Albert av Sachsen-Coburg-Gotha.